# Yvonne van Vlerken
Yvonne van Vlerken (* 5. November 1978 in Krimpen aan de Lek) ist eine in Deutschland lebende ehemalige niederländische Duathletin und Triathletin. Sie ist Weltmeisterin auf der Duathlon-Langdistanz (2006), mehrfache Ironman-Siegerin (2009–2017) und zweifache ETU-Europameisterin auf der Triathlon-Langdistanz (2017, 2019). Sie hielt mit 8:45:48 Stunden die Weltbestzeit (Challenge Roth, 2008) über die Langdistanz, bis diese am 12. Juli 2009 von Chrissie Wellington wiederum in Roth unterboten wurde.

## Werdegang
In ihrer Jugend war Yvonne van Vlerken im südholländischen Fußballteam aktiv, sie begann später mit Duathlon und schließlich im Jahr 2000 auch mit Triathlon. Sie ist vielfache niederländische Meisterin in Duathlon und Triathlon.

### Weltmeisterin Duathlon 2006
2005 wurde sie Vizeeuropameisterin auf der Duathlon-Langdistanz und 2006 konnte sie sich hier auch den Titel der Europameisterin sichern.
Am 13. Juli 2008 beim Challenge Roth bei Nürnberg konnte sie im Triathlon mit 8:45:48 Stunden die bisherige Weltbestmarke von Paula Newby-Fraser unterbieten und am 11. Oktober 2008 bei ihrem ersten Start auf Hawaii erreichte sie hinter der Vorjahressiegerin Chrissie Wellington den zweiten Rang (3,86 km Schwimmen, 180,2 km Radfahren und 42,2 km Laufen).

### Siegerin Ironman-70.3 European Championships 2011
Im November 2012 holte sie sich mit neuer persönlicher Bestzeit ihre dritte Ironman-Goldmedaille in Florida – die zweite Ironman-Goldmedaille für Österreich nach Kate Allen (2003, 2005). Im November 2014 konnte sie zum dritten Mal in Folge den Ironman Florida gewinnen und sie holte sich damit ihren siebten Sieg auf der Triathlon-Langdistanz.
Yvonne van Vlerken startete für das Tri Team Lustenau.
Trainiert wurde sie nach 2009 durch Mark Allen und heute von Siri Lindley mit einem Team von Beratern und Coaches.
Nachdem sie sich nach eigener Aussage fünf Jahre vergeblich um die österreichische Staatsbürgerschaft bemüht hatte, beendete sie 2015 dieses Bemühen und sie startet wieder für die Niederlande. Im Juli 2015 gewann sie nach 2007 und 2008 zum dritten Mal die Challenge Roth und im August konnte sie die Erstaustragung des Ironman Maastricht-Limburg für sich entscheiden. Im Februar 2016 konnte sie auf der Langdistanz die Challenge Wanaka für sich entscheiden.

### Europameisterin Triathlon-Langdistanz 2017
Die damals 38-Jährige gewann im September 2017 mit neuem Streckenrekord den Challenge Almere-Amsterdam, ihr sechstes Rennen auf der Challenge-Langdistanz und wurde damit ETU-Europameisterin sowie nationale Meisterin auf der Triathlon-Langdistanz. Im September konnte sie nach 2015 mit dem Ironman Barcelona ihr achtes Ironman-Rennen gewinnen und einen neuen Streckenrekord aufstellen. 2017 konnte sie das „European Bonus Ranking“ der Challenge Family für sich entscheiden.

### Europameisterin Triathlon-Langdistanz 2019 und Karriereende
Im April 2019 gewann van Vlerken den Leipzig Marathon. Im September 2019 wurde sie bei der Challenge Almere-Amsterdam zum zweiten Mal ETU-Europameisterin Triathlon Langdistanz. Die damals 40-Jährige erklärte ihre aktive Zeit nach dem Rennen für beendet. Im April 2023 konnte sie erneut den Leipzig Marathon für sich entscheiden. Im April 2024 gewann sie den Leipzig Halbmarathon und stellte einen neuen Veranstaltungsrekord auf. Im September desselben Jahres gewann sie in persönlicher Bestzeit ihre Altersklasse (AK45) beim Berlin-Marathon. Am 13. April 2025 gewann sie den Leipzig Marathon zum dritten Mal.

### Privates
Yvonne van Vlerken ist seit Juli 2018 mit dem deutschen Triathleten Per van Vlerken (* 1985 als Per Bittner) verheiratet. Nachdem sie einige Jahre in Österreich lebte, lebt sie heute in Markranstädt in Sachsen. Ihr Spitzname ist „Vonsy“.

## Auszeichnungen
- 2008 wurde sie in ihrem Heimatland zum dritten Mal zur „Triathletin des Jahres“ gewählt.
- 2010 wurde sie in Rotterdam neben dem Fußballer Giovanni van Bronckhorst zur „Sportlerin des Jahres“ gewählt.

## Sportliche Erfolge
| Datum/Jahr    | Rang | Wettbewerb                                           | Austragungsort   | Zeit       | Bemerkung |
| ------------- | ---- | ---------------------------------------------------- | ---------------- | ---------- | --- |
| 17. Aug. 2019 | 1    | Jannersee Triathlon                                  | Lauterach        | 00:45:01   | |
| 1. Juni 2019  | 1    | Kirchbichl-Triathlon                                 | Kirchbichl       |            | |
| 21. Okt. 2018 | 1    | Challenge Kanchanaburi                               | Kanchanaburi     | 03:40:02   | Mitteldistanz |
| 12. Aug. 2018 | 3    | Challenge Turku                                      | Turku            | 04:14:37   | |
| 22. Juli 2018 | 1    | Leipziger Triathlon                                  | Leipzig          | 02:04:58   | erfolgreiche Titelverteidigung auf der olympischen Distanz |
| 17. Juni 2018 | 2    | Challenge Heilbronn                                  | Heilbronn        | 04:28:28   | auf der Mitteldistanz |
| 3. Juni 2018  | 3    | Ironman 70.3 Kraichgau                               | Kraichgau        | 04:43:58   | |
| 6. Mai 2018   | 1    | Challenge Riccione                                   | Riccione         |            | |
| 21. Apr. 2018 | 1    | Challenge Mogán Gran Canaria                         | Mogán            | 04:38:41   | |
| 15. Apr. 2018 | 5    | Challenge Roma                                       | Rom              | 03:55:16   | „Mitteldistanz“ (unklare Streckenangaben) |
| 19. Nov. 2017 | 3    | Laguna Phuket Triathlon                              | Phuket           | 02:45:24   | [ 15 ] |
| 14. Okt. 2017 | 3    | Challenge Peguera Mallorca                           | Peguera          | 04:30:57   | |
| 26. Aug. 2017 | 1    | Trans Vorarlberg Triathlon                           | Bregenz          | 04:15:04,9 | |
| 13. Aug. 2017 | 2    | Challenge Turku                                      | Turku            | 04:13:53   | [ 16 ] |
| 29. Juli 2017 | 2    | Challenge Prague                                     | Prag             | 04:19:56   | 2. Platz bei der Erstaustragung |
| Juli 2017     | 1    | Leipziger Triathlon                                  | Leipzig          |            | |
| 18. Juni 2017 | DNF  | Challenge Heilbronn                                  | Heilbronn        | –          | Sturz mit dem Rad |
| 11. Juni 2017 | 2    | Ironman 70.3 Kraichgau                               | Kraichgau        | 04:35:10   | |
| 21. Mai 2017  | 2    | Ironman 70.3 Austria                                 | St. Pölten       | 04:33:12   | |
| 30. Apr. 2017 | 1    | ChinMin Triathlon                                    | Ober-Grafendorf  | 01:47:59   | Olympische Distanz – Schwimmen wegen des kalten Wassers aber verkürzt von 1500 auf 400 m                                                                                        |
| 27. Jan. 2017 | 11   | Ironman 70.3 Dubai                                   | Dubai            | 04:18:24   | |
| 23. Okt. 2016 | 1    | Challenge Aruba                                      | Aruba            | 04:27:03   | Doppelsieg mit Per Bittner |
| 6. Aug. 2016  | 2    | Challenge Fredericia                                 | Fredericia       |            | bei der Erstaustragung |
| 5. Juni 2016  | 2    | Ironman 70.3 Kraichgau                               | Kraichgau        |            | Zweiter hinter der Deutschen Anja Beranek |
| 22. Mai 2016  | 2    | Ironman 70.3 Austria                                 | St. Pölten       | 04:23:20   | |
| 8. Mai 2016   | 1    | Challenge Rimini                                     | Rimini           | 04:40:54   | 1,9 km Schwimmen, 93 km Radfahren und 21,1 km Laufen |
| 13. Dez. 2015 | 2    | Ironman 70.3 Ballarat                                | Ballarat         | 04:15:15   | |
| 15. Nov. 2015 | 2    | Challenge Shepparton                                 | Shepparton       | 04:16:11   | |
| 23. Aug. 2015 | 3    | Challenge Walchsee-Kaiserwinkl                       | Walchsee         | 04:28:55   | |
| 14. Juni 2015 | 1    | Triathlon Ingolstadt                                 | Ingolstadt       | 03:54:12   | Siegerin auf der Mitteldistanz |
| 17. Mai 2015  | 4    | Ironman 70.3 Austria                                 | St. Pölten       | 04:29:17   | |
| 9. Mai 2015   | 3    | Ironman 70.3 Mallorca                                | Alcúdia          | 04:29:03   | |
| 29. März 2015 | 1    | Challenge Batemans Bay                               | Batemans Bay     | 04:25:51   | Siegerin nach Zielsprint mit der Britin Liz Blatchford |
| 27. Feb. 2015 | DNS  | Challenge Dubai                                      | Dubai            | –          | beim ersten Rennen der „Challenge Triple-Crown-Serie“ nicht gestartet nach Sturz mit Rippenprellung                                                                             |
| 14. Sep. 2014 | 1    | Ironman 70.3 Rügen                                   | Binz             | 04:20:20   | Siegerin bei der Erstaustragung – das Rennen musste witterungsbedingt ohne die Schwimmdistanz als Duathlon ausgetragen werden (5 km Laufen, 90 km Radfahren und 21,1 km Laufen) |
| 31. Aug. 2014 | 1    | Challenge Walchsee-Kaiserwinkl                       | Walchsee         | 04:25:53   | |
| 15. Juni 2014 | 3    | Challenge Kraichgau                                  | Kraichgau        | 04:30:32   | |
| 25. Mai 2014  | 7    | Ironman 70.3 Austria                                 | St. Pölten       | 04:28:12   | |
| Juli 2014     | 1    | Mostiman Triathlon                                   | Wallsee          |            | |
| 29. Sep. 2013 | 3    | Los Angeles Triathlon                                | Los Angeles      | 02:06:35   | auf der olympischen Distanz |
| 1. Sep. 2013  | 1    | Challenge Walchsee-Kaiserwinkl                       | Walchsee         |            | |
| 25. Aug. 2013 | 2    | Trans Vorarlberg Triathlon                           | Bregenz          | 04:31:51   | Vorarlberger Landesmeisterin auf der Mitteldistanz |
| 21. Juli 2013 | 1    | Mostiman Triathlon                                   | Wallsee          | 02:03:36   | Siegerin im Mostviertel auf der olympischen Distanz |
| 9. Juni 2013  | 1    | Challenge Kraichgau                                  | Kraichgau        | 04:26:35   | |
| 26. Mai 2013  | 3    | Ironman 70.3 Austria                                 | St. Pölten       | 03:51:35   | Das Rennen musste witterungsbedingt ohne die Schwimmdistanz ausgetragen werden.                                                                                                 |
| 11. Mai 2013  | 2    | Ironman 70.3 Mallorca                                | Alcudia          | 04:27:17   | |
| 28. Okt. 2012 | 2    | Ironman 70.3 Austin                                  | Austin           | 04:24:03   | |
| 23. Sep. 2012 | 3    | Ironman 70.3 Cozumel                                 | Cozumel          | 04:22:10   | Dritte bei der Erstaustragung |
| 26. Aug. 2012 | 1    | Trans Vorarlberg Triathlon                           | Bregenz          | 05:04:17   | |
| 10. Juni 2012 | 7    | ETU Middle Distance Triathlon European Championships | Kraichgau        | 04:26:31   | Europameisterschaft auf der Halbdistanz mit Sieg im Rahmen der Challenge Kraichgau                                                                                              |
| 27. Mai 2012  | 1    | Ennia Curaçao International Triathlon                | Curaçao          | 02:09:49   | Siegerin auf der olympischen Distanz |
| 1. Apr. 2012  | 2    | Ironman 70.3 Texas                                   | Galveston Island | 04:18:47   | |
| 12. Feb. 2012 | 6    | Ironman 70.3 Panama                                  | Panama City      | 04:29:00   | bei der Erstaustragung |
| 4. Sep. 2011  | 1    | Challenge Walchsee-Kaiserwinkl                       | Walchsee         | 04:25:11   | [ 23 ] |
| 14. Aug. 2011 | 4    | Ironman 70.3 Germany                                 | Wiesbaden        | 04:52:27   | Ironman 70.3 European Championship |
| 25. Juni 2011 | 2    | Speedman Triathlon München                           | München          | 00:22:46   | Zweite im Finale der besten Damen über 200 m Schwimmen, 6 km Radfahren und 2 km Laufen                                                                                          |
| 19. Juni 2011 | 1    | Salzburgerland Triathlon                             | Kuchl            | 01:52:38   | [ 25 ] |
| 5. Juni 2011  | 1    | Challenge Kraichgau                                  | Bad Schönborn    | 04:26:08   | [ 26 ] |
| 22. Mai 2011  | 3    | Ironman 70.3 Austria                                 | St. Pölten       | 04:26:56   | [ 27 ] |
| 17. Apr. 2011 | 3    | Ironman 70.3 New Orleans                             | New Orleans      | 03:44:30   | Witterungsbedingt musste das Rennen auf verkürztem Kurs – ohne die Schwimmdistanz – ausgetragen werden.                                                                         |
| 13. Feb. 2011 | 1    | Monster Triathlon                                    | Kailua-Kona      | 04:15:32   | Siegerin auf der Mitteldistanz |
| 5. Sep. 2010  | 1    | Challenge Walchsee-Kaiserwinkl                       | Walchsee         | 04:25:08   | Sieg bei der Erstaustragung |
| 15. Aug. 2010 | 1    | Ironman 70.3 Germany                                 | Wiesbaden        | 04:41:52   | Sieg mit neuem Streckenrekord |
| 30. Mai 2010  | 1    | Ironman 70.3 Austria                                 | St. Pölten       | 04:18:56   | Siegerin im Schlusssprint vor der Ungarin Erika Csomor |
| 23. Aug. 2009 | 1    | Jannersee Triathlon                                  | Lauterach        |            | Landesmeisterschaft Vorarlberg |
| 16. Aug. 2009 | 1    | Ironman 70.3 Germany                                 | Wiesbaden        | 04:42:46   | Sieg und neuer Streckenrekord |
| 30. Juni 2009 | 1    | Salzburgerland Triathlon                             | Kuchl            | 02:01:21   | Sieg vor Monika Stadlmann |
| 24. Mai 2009  | 3    | Half Challenge Barcelona                             | Barcelona        | 04:25:27   | Die direkt nach dem Rennen ausgesprochene Disqualifikation der Siegerin Virginia Berasategui wurde später wieder aufgehoben.                                                    |
| 8. Feb. 2009  | 2    | Ironman 70.3 Geelong                                 | Geelong          | 04:15:25   | Yvonne van Vlerken erreichte den zweiten Rang hinter Samantha Warriner. |
| 24. Mai 2008  | 1    | Ironman 70.3 Austria                                 | St. Pölten       | 04:22:43   | Sieg vor der Ungarin Erika Csomor und der Drittplatzierten Sandra Wallenhorst                                                                                                   |
| 5. Aug. 2007  | 2    | Antwerp Ironman 70.3                                 | Antwerpen        | 04:21:28   | [ 34 ] |
| 2006          | 1    | Antwerp Ironman 70.3                                 | Antwerpen        |            | Sieg vor der Dänin Lisbeth Kristensen |

| Datum/Jahr    | Rang | Wettbewerb                                                   | Austragungsort    | Zeit       | Bemerkung |
| ------------- | ---- | ------------------------------------------------------------ | ----------------- | ---------- | --- |
| 14. Sep. 2019 | 1    | ETU Challenge Long Distance Triathlon European Championships | Almere            | 08:56:10   | bei der Challenge Almere-Amsterdam |
| 7. Okt. 2018  | 3    | Ironman Barcelona                                            | Calella           | 09:10:49   | 44. Start auf der Ironman-Distanz |
| 8. Sep. 2018  | 1    | Challenge Almere-Amsterdam                                   | Almere            | 09:00:03   | erfolgreiche Titelverteidigung |
| 5. Aug. 2018  | 2    | Ironman Maastricht-Limburg                                   | Maastricht        | 09:34:55   | Zwischenzeitig als Siegerin gelistet, da die Siegerin Els Visser im August 2018 disqualifiziert wurde. Diese wurde jedoch 2019 zurückgenommen.                                                                                         |
| 1. Juli 2018  | 5    | Challenge Roth                                               | Roth              | 08:54:40   | |
| 3. Dez. 2017  | 4    | Ironman Western Australia                                    | Busselton         | 08:11:02   | verkürzter Kurs als Duathlon |
| 30. Sep. 2017 | 1    | Ironman Barcelona                                            | Calella           | 08:46:18   | neuer Streckenrekord |
| 9. Sep. 2017  | 1    | ETU Challenge Long Distance Triathlon European Championships | Almere            | 08:51:13   | ETU-Europameisterin Triathlon Langdistanz und nationale Meisterin im Rahmen der Challenge Almere-Amsterdam |
| 9. Juli 2017  | 3    | Challenge Roth                                               | Roth              | 09:07:40   | Die US-Amerikanerin Lisa Roberts wurde wegen eines Dopingverstoßes im November des Jahres nachträglich aus der Wertung gestrichen und Yvonne van Vlerken rutschte auf den dritten Rang nach vorne.                                     |
| 4. März 2017  | DNF  | Ironman New Zealand                                          | Taupō             | –          | Rennabbruch auf der Marathondistanz |
| 18. Feb. 2017 | 1    | Challenge Wanaka                                             | Wanaka            | 09:15:44   | erfolgreiche Titelverteidigung mit neuem Streckenrekord |
| 8. Okt. 2016  | DNF  | Ironman Hawaii                                               | Hawaii            | –          | |
| 17. Juli 2016 | 3    | Challenge Roth                                               | Roth              | 08:49:35   | |
| 20. Feb. 2016 | 1    | Challenge Wanaka                                             | Wanaka            | 09:29:50   | |
| 6. Dez. 2015  | 3    | Ironman Western Australia                                    | Busselton         | 09:12:07   | |
| 4. Okt. 2015  | 1    | Ironman Barcelona                                            | Calella           | 08:46:44   | |
| 2. Aug. 2015  | 1    | Ironman Maastricht-Limburg                                   | Maastricht        | 09:39:24   | sechster Ironman-Sieg bei der Erstaustragung |
| 12. Juli 2015 | 1    | Challenge Roth                                               | Roth              | 08:50:53   | |
| 22. März 2015 | 2    | Ironman Melbourne                                            | Melbourne         | 08:58:58   | |
| 7. Dez. 2014  | 5    | Ironman Western Australia                                    | Busselton         | 09:05:39   | nach Sturz auf dem Rad |
| 1. Nov. 2014  | 1    | Ironman Florida                                              | Panama City       | 08:01:47   | Das Rennen musste ohne die Schwimmdistanz ausgetragen werden. |
| 11. Okt. 2014 | DNF  | Ironman Hawaii                                               | Hawaii            | –          | Ironman World Championship |
| 20. Juli 2014 | 4    | Challenge Roth                                               | Roth              | 08:59:36   | |
| 15. März 2014 | 2    | Abu Dhabi International Triathlon                            | Abu Dhabi         | 07:25:13   | |
| 2. Nov. 2013  | 1    | Ironman Florida                                              | Panama City       | 08:43:07   | mit neuem Streckenrekord und persönlicher Ironman-Bestzeit |
| 12. Okt. 2013 | 4    | Ironman Hawaii                                               | Hawaii            | 09:04:34   | mit der schnellsten Radzeit bei den Frauen (4:54:38 Stunden) |
| 14. Juli 2013 | 2    | Challenge Roth                                               | Roth              | 08:46:22   | |
| 24. März 2013 | 2    | Ironman Melbourne                                            | Melbourne         | 08:26:39   | Die Schwimmdistanz musste aufgrund der Witterungsverhältnisse auf verkürztem Kurs ausgetragen werden. |
| 3. Nov. 2012  | 1    | Ironman Florida                                              | Panama City       | 08:51:35   | Siegerin beim ersten Ironman-Start für Österreich |
| 25. Nov. 2012 | DNF  | Ironman Mexico                                               | Cozumel           | –          | |
| 8. Juli 2012  | DNF  | Ironman Germany                                              | Frankfurt am Main | –          | Ironman European Championship |
| 27. Nov. 2011 | DNF  | Ironman Mexico                                               | Cozumel           | –          | Rennabbruch auf der Laufstrecke |
| 8. Okt. 2011  | DNF  | Ironman Hawaii                                               | Hawaii            | –          | bei der Ironman World Championship Rennabbruch nach der Radstrecke |
| 24. Juli 2011 | 4    | Ironman Germany                                              | Frankfurt am Main | 09:15:37   | Knappstes Frauen-Finish der Top-4-Damen der Ironman-Geschichte mit Abstand von nur insgesamt 3:24 Minuten |
| 28. Nov. 2010 | 1    | Ironman Mexico                                               | Cozumel           | 09:07:08   | Yvonne van Vlerken konnte ihren Sieg aus dem Vorjahr erfolgreich verteidigen. |
| 9. Okt. 2010  | 7    | Ironman Hawaii                                               | Hawaii            | 09:23:33   | Siebte bei der Ironman World Championship |
| 1. Aug. 2010  | 2    | ITU Long Distance Triathlon World Championships              | Immenstadt        | 07:07:04   | Bei der Langdistanz-WM (4 km Schwimmen, 130 km Radfahren und 30 km Laufen) startete Yvonne van Vlerken als Dritte auf die Laufstrecke und beendete das Rennen als Zweite und Vizeweltmeisterin hinter der Schweizerin Caroline Steffen |
| 4. Juli 2010  | 3    | Ironman Germany                                              | Frankfurt am Main | 09:10:21,5 | |
| 13. März 2010 | 7    | Abu Dhabi International Triathlon                            | Abu Dhabi         | 07:26:05   | 3 km Schwimmen, 200 km Radfahren und 20 km Laufen |
| 29. Nov. 2009 | 1    | Ironman Mexico                                               | Cozumel           | 09:06:58   | Yvonne van Vlerken konnte bei der Erstaustragung auf der mexikanischen Insel ihren ersten Ironman-Sieg erreichen. |
| 10. Okt. 2009 | DNF  | Ironman Hawaii                                               | Hawaii            | –          | Technische Probleme am Rad |
| 5. Juli 2009  | 2    | Ironman Germany                                              | Frankfurt am Main | 09:02:19   | Knapp hinter der Führenden Sandra Wallenhorst wechselte Yvonne van Vlerken bei der Ironman European Championship von der Radstrecke auf die Marathon-Distanz und beendete das Rennen auf dem zweiten Rang.                             |
| 11. Okt. 2008 | 2    | Ironman Hawaii                                               | Hawaii            | 09:21:20   | Zweite bei der Ironman World Championship |
| 31. Aug. 2008 | 3    | ITU Long Distance Triathlon World Championships              | Almere            | 06:31:56   | |
| 13. Juli 2008 | 1    | Challenge Roth                                               | Roth              | 08:45:48   | Sieg mit neuer Weltrekord-Zeit |
| Feb. 2008     | 2    | Ironman Malaysia                                             | Langkawi          | 09:35:46   | |
| 24. Juni 2007 | 1    | Challenge Roth                                               | Roth              | 08:51:55   | Yvonne van Vlerken gewann in der Zeit von 8:51:55 h und ihr fehlten nur 1:02 min auf den langjährigen Weltrekord von Paula Newby-Fraser.                                                                                               |
| 6. Aug. 2005  | 4    | ITU Long Distance Triathlon World Championships              | Fredericia        | 06:32:14   | |

| Datum/Jahr    | Rang | Wettbewerb                                    | Austragungsort    | Zeit     | Bemerkung |
| ------------- | ---- | --------------------------------------------- | ----------------- | -------- | --- |
| 16. Jan. 2017 | 1    | International Lanzarote Duathlon              | Puerto del Carmen | 01:01:40 | sechster Sieg auf Lanzarote 5 km Laufen, 20 km Radfahren und 2,5 km Laufen                                                                           |
| 26. Apr. 2015 | 1    | Rheintal Duathlon                             | Marbach           | 00:55:13 | |
| 11. Jan. 2015 | 1    | International Lanzarote Duathlon              | Puerto del Carmen | 01:04:34 | |
| 27. Apr. 2014 | 1    | Rheintal Duathlon                             | Marbach           | 00:55:56 | |
| 22. Jan. 2014 | 1    | International Lanzarote Duathlon              | Puerto del Carmen | 01:06:03 | |
| 28. Apr. 2013 | 1    | Rheintal Duathlon                             | Marbach           | 00:54:06 | |
| 29. Apr. 2012 | 1    | Rheintal Duathlon                             | Marbach           | 00:56:21 | |
| 25. Apr. 2011 | 1    | Rheintal Duathlon                             | Marbach           | 00:55:13 | |
| 23. Jan. 2010 | 1    | Lanzarote Duathlon                            | Puerto del Carmen | 01:07:57 | 5 km Laufen, 20 km Radfahren und 2,5 km Laufen |
| 26. Apr. 2009 | 1    | Rheintal Duathlon                             | Marbach           | 00:54:30 | Vorarlberger Landesmeisterin im Duathlon |
| 19. Apr. 2009 | 1    | Powerman Holland                              | Horst aan de Maas | 02:57:27 | EM-Gold (Powerman) im Duathlon (15 km Laufen, 60 km Radfahren und 7,5 km Laufen) vor der Schwedin Camilla Lindholm und der Deutschen Ulrike Schwalbe |
| 20. Apr. 2008 | 2    | Powerman Holland                              | Horst aan de Maas | 03:07:19 | 15 km Laufen, 60 km Radfahren und 7,5 km Laufen |
| 2008          | 1    | Lanzarote Duathlon                            | Puerto del Carmen |          | |
| 21. Okt. 2007 | 3    | ITU Duathlon Long Distance World Championship | Richmond          | 03:43:43 | |
| 22. Apr. 2007 | 3    | Powerman Holland                              | Horst aan de Maas | 03:10:47 | [ 49 ] |
| 28. Mai 2006  | 1    | ITU Duathlon Long Distance World Championship | Fredericia        | 04:04:00 | Weltmeisterin auf der Duathlon-Langdistanz (15 km Laufen, 90 km Radfahren und 10 km Laufen)                                                          |
| 23. Apr. 2006 | 1    | Powerman Holland                              | Horst aan de Maas |          | Europameisterin auf der Duathlon-Langdistanz |
| 2005          | 2    | Powerman Holland                              | Venray            |          | Vizeeuropameisterin |
| 6. Mai 2004   | 1    | Powerman Luxemburg                            | Weiswampach       | 03:10:18 | Duathlon-Siegerin vor Heleen bij de Vaate |

| Datum/Jahr    | Rang | Wettbewerb       | Austragungsort | Zeit     | Bemerkung                               |
| ------------- | ---- | ---------------- | -------------- | -------- | --------------------------------------- |
| 29. Sep. 2024 | 654  | Berlin-Marathon  | Berlin         | 02:39:02 | Siegerin AK45 mit persönlicher Bestzeit |
| 21. Apr. 2024 | 1    | Leipzig-Marathon | Leipzig        | 01:16:58 | Halbmarathon mit Veranstaltungsrekord   |
| 24. Apr. 2023 | 1    | Leipzig-Marathon | Leipzig        | 02:44:27 |                                         |
| 14. Apr. 2019 | 1    | Leipzig-Marathon | Leipzig        | 02:47:45 |                                         |
| 21. Apr. 2013 | 1    | Leipzig-Marathon | Leipzig        | 01:17:15 | Halbmarathon                            |

(DNF – Did Not Finish; DNS – Did Not Start)